# Monsieur Woodcock
Pour plus de détails, voir Fiche technique et Distribution.
Monsieur Woodcock (Mr. Woodcock) est un film américain réalisé par Craig Gillespie, sorti en 2007. Il s'agit du premier long métrage du réalisateur

## Synopsis
Auteur du best-seller Letting Go: How to Get Past Your Past, John Farley (Seann William Scott) est désormais un célèbre écrivain qui . Lorsqu'il revient dans sa ville natale du Nebraska pour rendre visite à sa mère (Susan Sarandon), il se rend compte qu'elle a pour compagnon M. Woodcock (Billy Bob Thornton). Ce dernier n'est autre que son ancien prof de gym qui avait fait de sa vie un cauchemar.

## Fiche technique
- Titre français : Monsieur Woodcock
- Titre original : Mr. Woodcock
- Réalisation : Craig Gillespie
- Scénario : Michael Carnes et Josh Gilbert
- Musique : Theodore Shapiro
- Photographie : Tami Reiker
- Montage : Alan Baumgarten (en) et Kevin Tent
- Décors : Alison Sadler
- Costumes : Wendy Chuck
- Production : Bob Cooper et David Dobkin

Producteurs délégués : Kent Alterman, Toby Emmerich, Karen Lunder et Diana Pokorny
- Sociétés de production : New Line Cinema, Avery Pix et Landscape Entertainment
- Sociétés de distribution : New Line Cinema (États-Unis), Metropolitan Filmexport (France)
- Pays de production :  États-Unis
- Langue originale : anglais
- Durée : 87 minutes
- Genre : comédie
- Dates de sortie :
  - États-Unis : 14 septembre 2007
  - France : 23 juillet 2008

## Distribution
- Seann William Scott (V. F. : Jérôme Pauwels ; V. Q. : Patrice Dubois) : John Farley
- Billy Bob Thornton (V. Q. : Éric Gaudry) : Jasper Woodcock
- Susan Sarandon (V. F. Béatrice Delfe ; V. Q. : Claudine Chatel) : Beverly Farley
- Amy Poehler (V. Q. : Pascale Montreuil) : Maggie
- Melissa Sagemiller (V. F. Ingrid Donnadieu ; V. Q. : Camille Cyr-Desmarais) : Tracy
- Ethan Suplee (V. Q. : Sylvain Hétu) : Nedderman
- Jacob Davich : le frère de Nedderman
- Kyley Baldridge : Farley, jeune
- Alec George : Nedderman, jeune
- Joseph Michael Sargent : Watson, jeune
- M. C. Gainey : le barbier

## Production
Le tournage s'est déroulé à Los Angeles, Californie dans la municipalité de Pomona et à Santa Clarita, ainsi qu'à Santa Paula.
Craig Gillespie, Seann William Scott et Billy Bob Thornton ont déclaré ne pas aimer le film en raison de reshoots (tournage de scènes supplémentaires après projection test) opérés par la production (il a été révélé plus tard que le réalisateur David Dobkin s'était occupé de ces nouvelles scènes).